# Şəkər (Göyçay)
Şəkər è un comune dell'Azerbaigian situato nel distretto di Göyçay. Conta una popolazione di 1 299 abitanti.